# 迪士尼樂園飯店
迪士尼樂園飯店（英語：Disneyland Hotel）是一間位於美國加州安那翰迪士尼樂園度假區內的飯店和度假村，為華特迪士尼公司所擁有，並由旗下的樂園及度假區部門經營管理。飯店在1955年10月5日開幕，最初是一間與華特·迪士尼訂有合約的汽車旅館，當時由傑克·瓦瑟（Jack Wrather）經營，是第一間冠上迪士尼名稱的飯店。在瓦瑟的管理下，飯店經過多次擴建與翻修，直到1988年被迪士尼正式收購。飯店在1999年迪士尼樂園度假區擴張期間，縮減範圍至今日的大小。

## 歷史

### 概念與建造
在飯店動工興建的1950年代初時，迪士尼樂園的所在地還只是加州安那翰外的遙遠區域。由於迪士尼樂園與當時人口密集的南加州地區之間車程較遠，因此華特·迪士尼希望建造一間讓樂園遊客能夠過夜的飯店，但樂園本身的興建工程已讓迪士尼投入鉅額資金。迪士尼起初試著說服他的朋友阿特·林克雷特投資興建飯店，但被林克雷特回絕。迪士尼因此轉向傑克·瓦瑟溝通合約條件，參與其中的還有瓦瑟的合夥人瑪麗亞·海倫·阿爾瓦茲（Maria Helen Alvarez）。合約中明定瓦瑟和阿爾瓦茲將可擁有並經營迪士尼樂園對面的「迪士尼樂園飯店」。瓦瑟在當時是來自德州的石油百萬富翁，之後轉行擔任電影製片，已在拉斯維加斯和棕櫚泉擁有多間飯店，並且和他人共同持有塔爾薩和聖地牙哥的當地電視台。

### 瓦瑟時期（1955年－1984年）

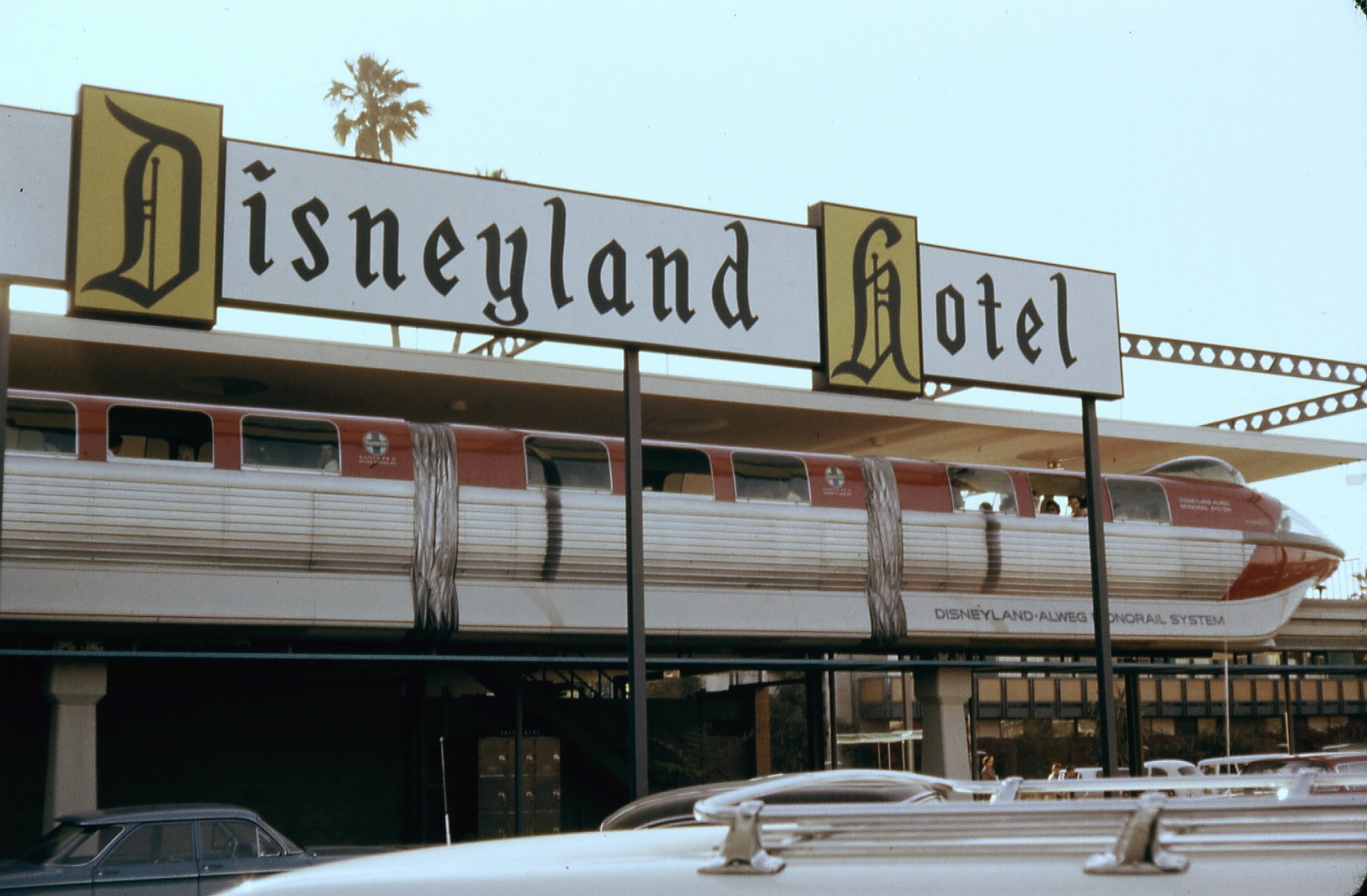
1963年停靠在迪士尼樂園飯店車站的迪士尼樂園單軌電車。

最初的迪士尼樂園飯店是由威廉·佩雷拉（William Pereira）和查爾斯·勒克曼（Charles Luckman）組成的事務所設計，並在迪士尼樂園落成三個月後的1955年10月5日開幕。由於受到多次罷工事件的影響，飯店無法順利依事前宣傳的在8月份開幕，且開幕初期僅有十分有限的客房容量。飯店最初約有100多間客房，分佈在五棟的雙層建築內（之後被稱為「南花園客房」（South Garden Rooms），隨後再改名為「東方花園」（Oriental Gardens））。當時的房價為每晚15美元，並在1956年初增加了購物、飲食和休閒設施。此外，飯店內也有醫師和牙醫駐診，並有一間髮廊和美容沙龍。
1956年8月25日，飯店舉行了「正式」開幕慶祝活動，並邀請了許多好萊塢明星和名人參與。在1956年間飯店快速擴張增建了三棟北花園客房建築，隨後於1958年再增建一棟，最後在1960年額外再增建兩棟客房建築。增建完成後飯店已包含超過300間客房，也是當地率先提供四人房的飯店之一。
當瓦瑟與合夥人阿爾瓦茲之間的關係在1958年破裂後，瓦瑟從阿爾瓦茲手中購入了飯店的股份，使他成為迪士尼樂園飯店的唯一擁有者。在這些年間，飯店持續進行擴建，包括三座客房大樓：山脈（Sierra，1962年落成，1966年增建）、碼頭（Marina，1970年落成）和博妮塔（Bonita，1978年落成）。
遊客最初可透過路面電車往來迪士尼樂園和飯店之間。1959年落成的迪士尼樂園單軌電車，在1961年延伸並在飯店前增設車站。在接下來的數年間陸續又增建了休閒區域、設施和會議中心。1970年6月15日，飯店旁邊的休閒車輛停車場（RV park）「假期樂園」（Vacationland）開幕，並擁有自己的泳池和俱樂部會所。飯店內還設有一座瑞奇費德（Richfield）加油站。

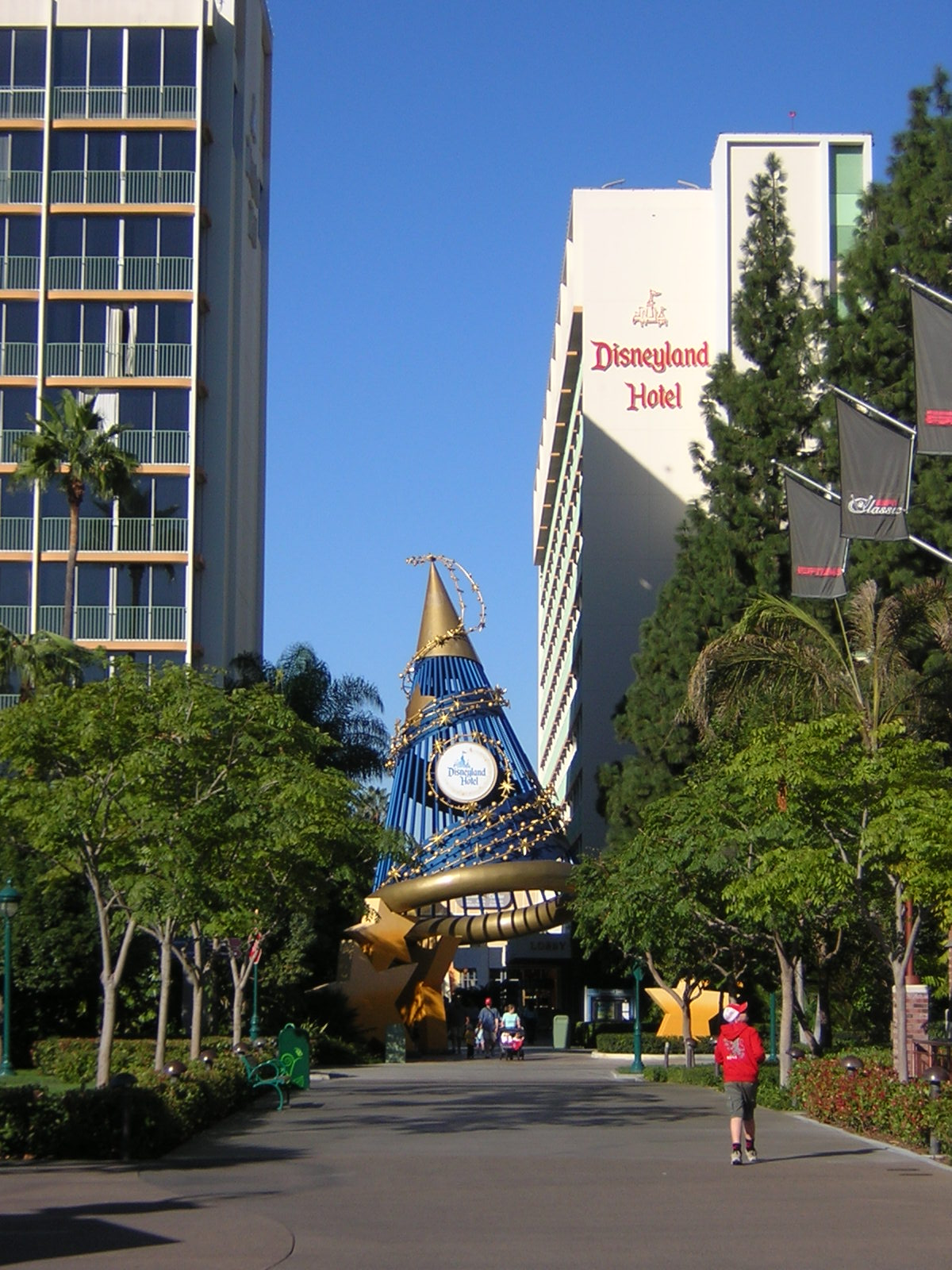
從迪士尼市中心特區眺望迪士尼飯店大樓。左側是夢想大樓（Dream Tower），右側是神奇大樓（Magic Tower），前方的空地曾是廣場大樓（Plaza Building）的所在地。

### 迪士尼的接管
當邁克·艾斯納（Michael Eisner）在1984年接任華特迪士尼製作公司的主席和執行長後，他想要結束迪士尼與瓦瑟公司之間的合約關係，並將迪士尼樂園飯店納入華特迪士尼公司的旗下。瓦瑟拒絕出售飯店，如同他多年前拒絕將飯店賣給華特·迪士尼。瓦瑟在艾斯納接掌迪士尼兩個月後去世，再過了四年後，迪士尼在1988年買下整間瓦瑟公司。當時瓦瑟公司旗下也持有瑪麗皇后號（RMS Queen Mary）和長灘的休斯H-4大力神，以及電視影集《獨行俠》和《靈犬萊西》（Lassie）的版權。迪士尼僅保留了飯店，並將瓦瑟公司的其他資產出售。

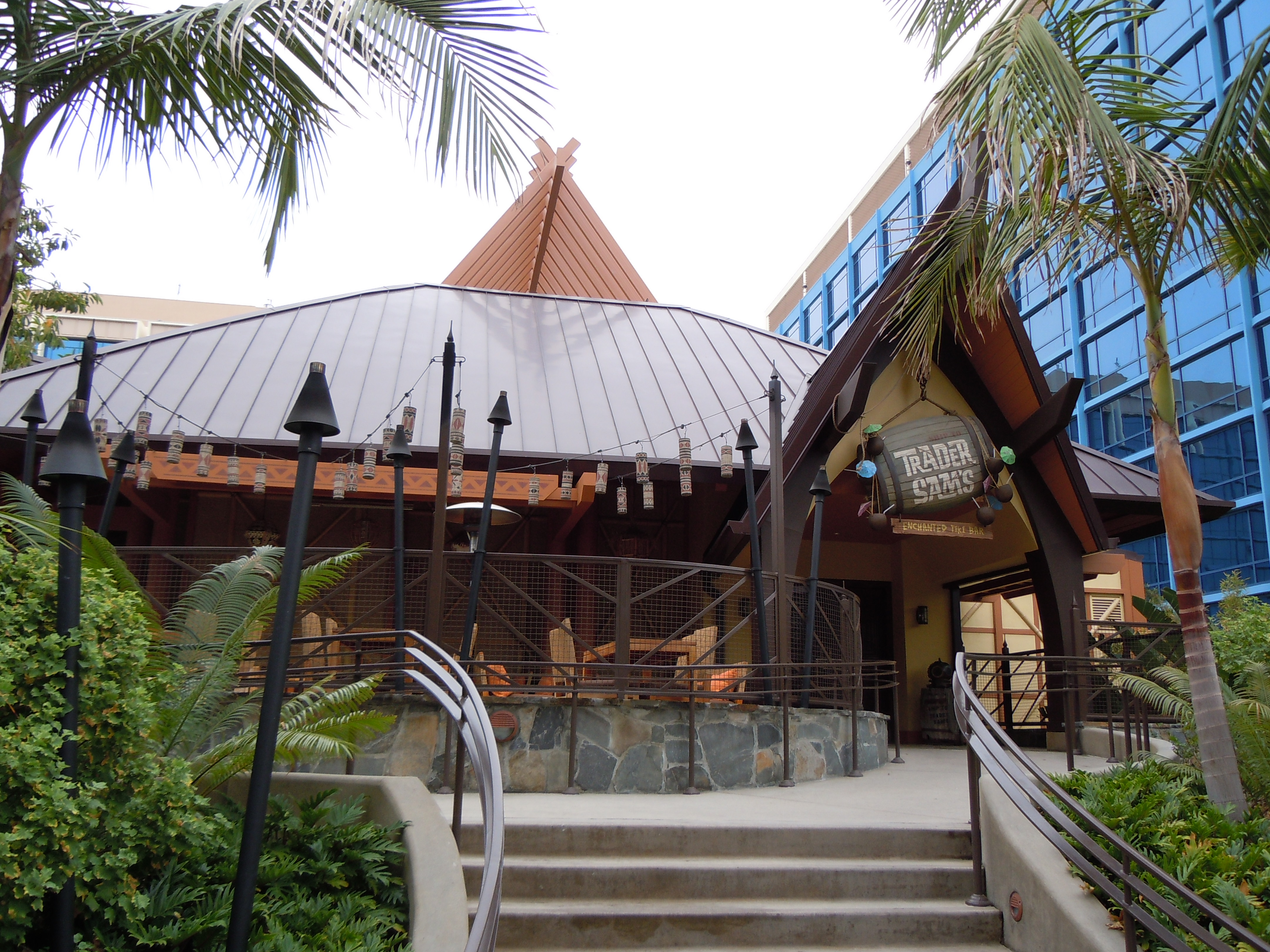
迪士尼樂園飯店2012年翻新後的「山姆商人的提基酒吧」（Trader Sam's Enchanted Tiki Bar）。右側是裝有藍色新窗戶的邊域大樓（Frontier Tower）。

### 度假區擴建（1999年－2001年）
在1997年初，休閒車輛停車場「假期樂園」（Vacationland）結束營業並拆除。接著在1999年，飯店的一大部分建築也被拆除，這些工程都是為了挪出空間興建迪士尼市中心特區和新的停車場，屬於迪士尼樂園度假區擴建計畫的一部分。山脈大樓以東、碼頭大樓以北的建築物大多都被拆除，包括1955年的飯店原始建築。在這些區域中唯一保留下來的建築是會議中心和停車場。在三座大樓間的空地新建了休閒設施，以取代原本在山脈大樓東側被拆除的建築。
原本通往飯店的汽車用道路也多被拆除，並鋪設了新的道路。自飯店發車的路面電車服務取消，讓單軌電車成為飯店與樂園之間唯一的乘車運輸方式。減少的客房數量由2001年新開幕的迪士尼加州大飯店補足，但許多餐廳和設施則從未再有替代建設出現

### 今日的飯店
沒有一棟當初1955年的迪士尼樂園飯店建築留存至今。除了停車場和服務區域外，僅有少部分的飯店設施位於僅存的三棟客房大樓範圍外。在拆除過程中留下的餐廳和商店招牌與物品被裝置在飯店的員工餐廳內。
目前位於迪士尼市中心特區內的ESPN特區（ESPN Zone）、熱帶雨林餐廳和AMC電影院座落在原本飯店山脈大樓的東側。飯店內的裝潢和細節都以米奇為主。在2007年，碼頭、山脈和博妮塔大樓分別被重新命名為神奇（Magic）、夢想（Dream）和奇觀（Wonder）。三棟大樓間則設有餐廳、商店、辦公室、休閒設施以及會議與宴會廳。飯店內也有用來舉行「迪士尼童話婚禮和蜜月假期」（Disney's Fairy Tale Weddings & Honeymoons）的花園和涼亭。
新的迪士尼市中心特區單軌電車站在原本迪士尼樂園飯店站的舊址開幕，並依然通過1999年至2001年擴建前相同的軌道將遊客載往迪士尼樂園內的明日世界區域。
迪士尼樂園飯店在2009年進行了大規模翻修更新，從夢想大樓開始。翻修工程包括更換窗戶、壁紙、地毯和室內裝飾。夢想大樓的翻新在2010年完成，改名為「冒險大樓」（Adventure Tower）。奇觀大樓在2011年翻修完成改名為「邊域大樓」（Frontier Tower），而神奇大樓則在2012年翻修完工後改名「幻想大樓」（Fantasy Tower）。
飯店內的夢幻島泳池（The Never Land Pool）也在2012年完成重新設計與整修。工程包括六座新的池畔休閒亭，以及兩座新的滑水道。滑水道頂端有著樂園當初的招牌，兩邊並裝飾有早期單軌電車「Mark I」的車身。
2011年5月25日，迪士尼樂園飯店內新設立了兩間餐廳，取代原本的Hook's Pointe、Croc's Bites and Birs、The Wine Cellar，以及The Lost Bar。坦加羅瓦露台（Tangaroa Terrace）是兩間新餐廳的其中之一，採用觸控式螢幕進行點餐。餐廳的內裝靈感來自迪士尼樂園內探險世界的大溪地風格建築。山姆商人的提基酒吧（Trader Sam's Enchanted Tiki Bar）的背景故事是以遊樂設施叢林巡航中的山姆商人為主角。兩間新餐廳的室內空間較小，但皆擁有大量的室外露天座位，包括在大型火爐和泳池入口旁的位子。新的泳池區域在2011年5月25日開幕，同時舊的夢幻島泳池則因翻修而關閉。新的泳池位於單軌電車滑水道和夢幻島泳池之間，名為「D票券泳池」（D-Ticket Pool），是來自早期迪士尼樂園門票系統中的「D」入場券。

## 資料來源
1. ↑  The "E" Ticket #40 (2003)
2. ↑  Wrather, Jack. . Museum.tv.   [2012-06-12]. （原始内容存档于2009-09-14） （英语）.
3. ↑  . Mouseinfo.com. 2011-08-23  [2014-08-10]. （原始内容存档于2011-09-29） （英语）.
4. ↑  . Magicalhotel.com.   [2012-07-09]. （原始内容存档于2012-04-25） （英语）.
5. ↑  Ballard, Donald. Disneyland Hotel: The Early Years 1954-1988. Ape Pen Publishing, 2005. p.82
6. ↑  .   [2014-08-09]. （原始内容存档于2016-04-05）.
7. ↑  .   [2014-08-09]. （原始内容存档于2014-10-23）.

## 外部連結
- 官方网站
- The End of the Original Disneyland Hotel （页面存档备份，存于）（Yesterland）－原始迪士尼樂園飯店的舊照片
- The Yesterland Hotel Tram（页面存档备份，存于）（Yesterland）－原始路面電車的舊照片
- Disneyland Hotel: The Early Years 1954-1988 （页面存档备份，存于）－早期迪士尼樂園飯店的資料
- Postcard of Vacationland－假期樂園的明信片

33°48′29″N 117°55′37″W / 33.80806°N 117.92694°W